# Antimoonkaliumtartraat
Antimoonkaliumtartraat of braakwijnsteen is een dubbelzout van wijnsteenzuur met kalium en antimoon(III)oxide. Het werd gebruikt in de strijd tegen bepaalde parasitaire wormen (schistosomen). Antimoonkaliumtartraat komt in normale vorm als het trihydraat voor.
De Engelse arts Edward Jenner slaagde erin de stof door verbeterde zuiverheid beter te doseren, waardoor het als geneesmiddel betrouwbaarder en minder giftig werd.